# Дунчжи (уезд)
Дунчжи́ (кит. упр. 东至, пиньинь Dōngzhì) — уезд городского округа Чичжоу провинции Аньхой (КНР). Название уезда составлено из первых иероглифов образовавших его путём слияния уездов Дунлю и Чжидэ.

## История
В 757 году из смежных территорий уездов Цюпу и Поян был образован Чжидэ (至德县), получивший название в честь девиза правления правившего в тот момент императора. В 922 году он был переименован в Цзяньдэ (建德县). В 953 году был также создан уезд Дунлю (东流县).
Во времена империй Мин и Цин уезды Цзяньдэ и Дунлю подчинялись Чичжоуской управе (池州府). После Синьхайской революции 1911 года в Китае была проведена реформа структуры административного деления, в ходе которой управы были упразднены. Так как выяснилось, что в другой части страны есть ещё один уезд Цзяньдэ, то в 1914 году местный уезд Цзяньдэ был переименован в Цюпу (秋浦县), а в 1932 году получил название Чжидэ (至德县).
После того, как во время гражданской войны эти места перешли под контроль коммунистов, в 1949 году был образован Специальный район Чичжоу (池州专区), и уезды Чжидэ и Дунлю вошли в его состав. В 1952 году Специальный район Чичжоу был расформирован, и уезды Чжидэ и Дунлю перешли в состав Специального района Аньцин (安庆专区). В 1959 году уезды Дунлю и Чжидэ были объединены в один уезд, название которого было образовано из первых иероглифов исходных уездов. В 1965 году Специальный район Чичжоу был образован вновь, и уезд Дунчжи вернулся в его состав. В 1970 году Специальный район Чичжоу был переименован в Округ Чичжоу (池州地区). В 1980 году округ Чичжоу был расформирован, и уезд был передан в состав округа Аньцин.
В 1988 году постановлением Госсовета КНР округ Чичжоу был образован вновь, и уезд вернулся в его состав. В 2000 году постановлением Госсовета КНР округ Чичжоу был преобразован в городской округ.

## Административное деление
Уезд делится на 12 посёлков и 3 волости.

## Достопримечательности
- Пещера Хуалундун[2]